# Conjunt urbà del carrer Pi i Margall (Sant Boi de Llobregat)
El Conjunt urbà del carrer Pi i Margall és una obra de Sant Boi de Llobregat (Baix Llobregat) protegida com a Bé Cultural d'Interès Local.

## Descripció
Conjunt urbà definit per la perllongació del carrer del nucli antic -en direcció llevant - ponent- que es perllonga enllà del mateix vers l'oest, fins a la carretera del Bori. Està format per cases entre mitgeres, unifamiliars de planta i pis en la seva majoria, que conserven un nivell de cornisa força unitari. Cal destacar la casa núm. 178 amb una façana d'inspiració modernista-, la núm. 160 té interessants treballs de forja amb l'escut de Catalunya, esgrafiats i relleus- també destaca can Gratacós al núm. 182 del carrer Pi i Margall.